# Campeonato Argentino Juvenil 1981
El Campeonato Argentino Juvenil de 1981 fue la décima edición del torneo para seleccionados juveniles (menores de 18 años) de las uniones regionales afiliadas a la Unión Argentina de Rugby. Se llevó a cabo entre el 2 y el 18 de octubre de 1981.
La Unión Santafesina de Rugby fue designada por primera vez como sede de las fases finales del campeonato juvenil, habiendo anteriormente hospedado las etapas definitorias del torneo de mayores en 1972.
Buenos Aires ganó el torneo por noveno año consecutivo luego de vencer en la final a la Unión Cordobesa de Rugby por 25-12. La semana posterior al final del torneo se disputó el III Torneo para Jugadores Menores de 21 años organizado por las "uniones del interior" y que contó por primera vez con la participación de Buenos Aires, el cual cayó en la final ante la Unión de Rugby de Cuyo.

## Equipos participantes
Participaron de esta edición quince equipos: catorce uniones provinciales y la Unión Argentina de Rugby, representada por el seleccionado de Buenos Aires. 
| Equipo       | Unión                                                |
| ------------ | ---------------------------------------------------- |
| Alto Valle   | Unión de Rugby del Alto Valle de Río Negro y Neuquén |
| Austral      | Unión de Rugby Austral                               |
| Buenos Aires | Unión Argentina de Rugby                             |
| Chubut       | Unión de Rugby del Valle del Chubut                  |
| Córdoba      | Unión Cordobesa de Rugby                             |
| Cuyo         | Unión de Rugby de Cuyo                               |
| Entre Ríos   | Unión Entrerriana de Rugby                           |
| Jujuy        | Unión Jujeña de Rugby                                |
| Nordeste     | Unión de Rugby del Nordeste                          |
| Rosario      | Unión de Rugby de Rosario                            |
| Salta        | Unión de Rugby de Salta                              |
| San Juan     | Unión Sanjuanina de Rugby                            |
| Santa Fe     | Unión Santafesina de Rugby                           |
| Sur          | Unión de Rugby del Sur                               |
| Tucumán      | Unión de Rugby de Tucumán                            |

Debido a sus ausencias en los encuentros correspondientes a la primera fase del Campeonato Argentino Juvenil de 1980, la Unión de Rugby de Mar del Plata y la Unión Tandilense de Rugby fueron sancionadas e impedidas de participar en el torneo.

## Primera fase

### Zona 1
La Unión de Rugby del Sur actuó como sede de la Zona 1.
|  | Semifinales  | Semifinales  | Semifinales  |          |     | Final        | Final        | Final        |  |
|  | 3 de octubre | 3 de octubre | 3 de octubre |          |     | 4 de octubre | 4 de octubre | 4 de octubre |  |
|  |              |              |              |          |     |              |              |              |  |
|  |              |              |              |          |     |              |              |              |  |
|  | Sur          | Sur          | 42           |          |     |              |              |              |  |
|  | Sur          | Sur          | 42           |          |     |              |              |              |  |
|  | Chubut       | Chubut       | 3            |          |     |              |              |              |  |
|  | Chubut       | Chubut       | 3            |          | Sur | Sur          | 0            |              |  |
|  |              |              |              |          | Sur | Sur          | 0            |              |  |
|  |              |              | San Juan     | San Juan | 8   |              |              |              |  |
|  | Austral      | Austral      | San Juan     | San Juan | 8   | 0            |              |              |  |
|  | Austral      | Austral      |              |          |     | 0            |              |              |  |
|  | San Juan     | San Juan     | 12           |          |     |              |              |              |  |
|  | San Juan     | San Juan     | 12           |          |     |              |              |              |  |
|  |              |              |              |          |     |              |              |              |  |

### Zona 2
La Unión de Rugby de Rosario actuó como sede de la Zona 2.
|  | Semifinales  | Semifinales  | Semifinales  |              |    | Final        | Final        | Final        |  |
|  | 3 de octubre | 3 de octubre | 3 de octubre |              |    | 4 de octubre | 4 de octubre | 4 de octubre |  |
|  |              |              |              |              |    |              |              |              |  |
|  |              |              |              |              |    |              |              |              |  |
|  |              |              |              |              |    |              |              |              |  |
|  |              |              |              |              |    |              |              |              |  |
|  |              |              |              |              |    |              |              |              |  |
|  |              | Rosario      | Rosario      | 6            |    |              |              |              |  |
|  |              |              |              | 6            |    |              |              |              |  |
|  |              |              | Buenos Aires | Buenos Aires | 12 |              |              |              |  |
|  | Entre Ríos   | Entre Ríos   | Buenos Aires | Buenos Aires | 12 | 9            |              |              |  |
|  | Entre Ríos   | Entre Ríos   |              |              |    | 9            |              |              |  |
|  | Buenos Aires | Buenos Aires | 38           |              |    |              |              |              |  |
|  | Buenos Aires | Buenos Aires | 38           |              |    |              |              |              |  |
|  |              |              |              |              |    |              |              |              |  |

### Zona 3
La Unión de Rugby de Tucumán actuó como sede de la Zona 3.
|  | Semifinales  | Semifinales  | Semifinales  |       |         | Final        | Final        | Final        |  |
|  | 2 de octubre | 2 de octubre | 2 de octubre |       |         | 3 de octubre | 3 de octubre | 3 de octubre |  |
|  |              |              |              |       |         |              |              |              |  |
|  |              |              |              |       |         |              |              |              |  |
|  | Tucumán      | Tucumán      | 90           |       |         |              |              |              |  |
|  | Tucumán      | Tucumán      | 90           |       |         |              |              |              |  |
|  | Jujuy        | Jujuy        | 0            |       |         |              |              |              |  |
|  | Jujuy        | Jujuy        | 0            |       | Tucumán | Tucumán      | 36           |              |  |
|  |              |              |              |       | Tucumán | Tucumán      | 36           |              |  |
|  |              |              | Salta        | Salta | 9       |              |              |              |  |
|  | Salta        | Salta        | Salta        | Salta | 9       | 19           |              |              |  |
|  | Salta        | Salta        |              |       |         | 19           |              |              |  |
|  | Nordeste     | Nordeste     | 12           |       |         |              |              |              |  |
|  | Nordeste     | Nordeste     | 12           |       |         |              |              |              |  |
|  |              |              |              |       |         |              |              |              |  |

### Zona 4
La Unión de Rugby de Cuyo actuó como sede de la Zona 4.
|  | Semifinales  | Semifinales  | Semifinales  |         |      | Final        | Final        | Final        |  |
|  | 3 de octubre | 3 de octubre | 3 de octubre |         |      | 4 de octubre | 4 de octubre | 4 de octubre |  |
|  |              |              |              |         |      |              |              |              |  |
|  |              |              |              |         |      |              |              |              |  |
|  | Cuyo         | Cuyo         | 56           |         |      |              |              |              |  |
|  | Cuyo         | Cuyo         | 56           |         |      |              |              |              |  |
|  | Alto Valle   | Alto Valle   | 4            |         |      |              |              |              |  |
|  | Alto Valle   | Alto Valle   | 4            |         | Cuyo | Cuyo         | 6            |              |  |
|  |              |              |              |         | Cuyo | Cuyo         | 6            |              |  |
|  |              |              | Córdoba      | Córdoba | 16   |              |              |              |  |
|  |              |              | Córdoba      | Córdoba | 16   |              |              |              |  |
|  |              |              |              |         |      |              |              |              |  |
|  |              |              |              |         |      |              |              |              |  |
|  |              |              |              |         |      |              |              |              |  |
|  |              |              |              |         |      |              |              |              |  |

## Interzonal
El encuentro interzonal clasificatorio para las semifinales del torneo enfrentó a los ganadores las zonas 1 y 2, la Unión Sanjuanina de Rugby y Buenos Aires.
| 11 de octubre | San Juan | 7 - 43  | Buenos Aires | San Juan, |  |
|               |          | Reporte |              |           |  |

## Fase final
La Unión Santafesina de Rugby clasificó directamente a semifinales por ser sede de las fases finales.
|  | Semifinales  | Semifinales  | Semifinales |         |              | Final        | Final | Final |  |
|  |              |              |             |         |              |              |       |       |  |
|  |              |              |             |         |              |              |       |       |  |
|  | Santa Fe     | Santa Fe     | 3           |         |              |              |       |       |  |
|  | Santa Fe     | Santa Fe     | 3           |         |              |              |       |       |  |
|  | Buenos Aires | Buenos Aires | 88          |         |              |              |       |       |  |
|  | Buenos Aires | Buenos Aires | 88          |         | Buenos Aires | Buenos Aires | 25    |       |  |
|  |              |              |             |         | Buenos Aires | Buenos Aires | 25    |       |  |
|  |              |              | Córdoba     | Córdoba | 12           |              |       |       |  |
|  | Tucumán      | Tucumán      | Córdoba     | Córdoba | 12           | 15           |       |       |  |
|  | Tucumán      | Tucumán      |             |         |              | 15           |       |       |  |
|  | Córdoba      | Córdoba      | 18          |         |              |              |       |       |  |
|  | Córdoba      | Córdoba      | 18          |         |              |              |       |       |  |
|  |              |              |             |         |              |              |       |       |  |

|                      |
| Buenos Aires Campeón |
| Noveno título        |